# Sieksåvvun
Sieksåvvun är en sjö i Arjeplogs kommun i Lappland och ingår i Skellefteälvens huvudavrinningsområde. Sjön har en area på 0,313 kvadratkilometer och ligger 458,2 meter över havet. Sjön avvattnas av vattendraget Båtsaströmmen.

## Delavrinningsområde
Sieksåvvun ingår i det delavrinningsområde (734465-159981) som SMHI kallar för Utloppet av Sieksåvvun. Medelhöjden är 463 meter över havet och ytan är 2,82 kvadratkilometer. Räknas de 16 avrinningsområdena uppströms in blir den ackumulerade arean 214,69 kvadratkilometer. Båtsaströmmen som avvattnar avrinningsområdet har biflödesordning 2, vilket innebär att vattnet flödar genom totalt 2 vattendrag innan det når havet efter 288 kilometer. Avrinningsområdet består mestadels av skog (82 procent). Avrinningsområdet har 0,5 kvadratkilometer vattenytor vilket ger det en sjöprocent på 17,6 procent.